# 제9회 영국 아카데미 영화상
제9회 영국 아카데미 영화상은 1955년의 최고의 영화를 기리기 위해 1956년 3월 1일에 열린 시상식이다.

## 수상

### 작품상
- 리차드 3세 수상

### 칼 포먼 상
- That Lady - 폴 스코필드 수상

### 남우주연상(영국)
- 리차드 3세 - 로렌스 올리비에 수상

### 남우주연상(외국)
- 마티 - 어네스트 보그나인 수상

### 여우주연상(영국)
- 레이디킬러 - 케이티 존슨 수상

### 여우주연상(외국)
- 마티 - 벳시 블레어 수상

### 각본상(영국)
- 레이디킬러 수상

### 단편애니메이션작품상
- BLINKITY BLANK 수상

### UN상
- CHILDREN OF HIROSHIMA 수상

### 특별상
- THE BESPOKE OVERCOAT 수상